# Suzanne Simonin, la Religieuse de Diderot
Suzanne Simonin, la Religieuse de Diderot, de vegades anomenada La Religieuse, és una pel·lícula francesa dirigida per Jacques Rivette, amb un guió adaptat de la novel·la La Religieuse de Diderot i estrenada el 1967.

## Argument
Al ssegle XVIII, Suzanne Simonin, nascuda d'un pare desconegut, va ser enclaustrada contra la seva voluntat pels seus pares, que la van destinar a la vida conventual encara que no tenia vocació.
Rebel contra tota autoritat i desitjant tornar a la vida civil, patirà la crueltat d'una abadessa sàdica, que l'infligirà humiliació i tortura i perquè creu que està posseïda pel diable. Suzanne aconsegueix el seu trasllat per via legal a un altre convent, l'ambient del qual és molt més dilettant i on s'enfrontarà als avenços romàntics i sexuals de la seva nova abadessa.
Ella torna a fugir d'aquest convent i es converteix en bugadora. Aviat es troba residint a una casa de prostitució. Suzanne finalment se suïcida llançant-se per la finestra d'un castell.

## Distribution
- Anna Karina : Suzanne
- Liselotte Pulver : Mme de Chelles
- Micheline Presle : Mme de Moni
- Francine Bergé : sœur Sainte-Christine
- Francisco Rabal : Dom Morel
- Christiane Lénier : Mme Simonin
- Yori Bertin : sœur Sainte-Thérèse
- Catherine Diamant : sœur Sainte-Ursule
- Gilette Barbier : sœur Saint-Jean
- Annick Morice : sœur Saint-Jérôme
- Danielle Palmero : sœur Saint-Clément
- Françoise Godde : la domestique
- Jean Martin : Monsieur Hébert
- Marc Eyraud : el pare Séraphin
- Charles Millot : Monsieur Simonin}}

## Sobre la pel·lícula

### La gènesi
Redactor en cap de Cahiers du cinéma, Jacques Rivette també vol fer realitat la seva concepció del cinema fent pel·lícules. Després d'un primer llargmetratge, es planteja una adaptació cinematogràfica de la novel·la de Diderot com a tema del seu segon llargmetratge. Però la recepció el 1962 d'un avís de precensura desfavorable de la comissió de control va desanimar el primer productor contactat, Éric Schlumberger. A través de Jean-Luc Godard, Jacques Rivette va contactar amb Georges de Beauregard.
Sempre per consell de Jean-Luc Godard, el guió, escrit per Rivette i Jean Gruault, va ser adaptat el 1963 per al teatre de l'Studio des Champs-Élysées, en una posada en escena de Jacques Rivette i amb Anna Karina en el paper de Suzanne Simonin. Aquesta va ser una manera de provar la recepció d'aquest tema. L'obra no va provocar escàndol i més aviat va generar indiferència, malgrat les bones crítiques.

### Censura
L'adaptació de l'obra de Diderot va ser rebutjada primer per la comissió de precensura, després de la modificació del guió, es va proposar la prohibició als menors de 18 anys. Tanmateix, encara que la jerarquia de l'Església Catòlica, aleshores enmig del Concili del Vaticà II, no hi intervé directament, associacions religioses, associacions de pares d'educació privada i diversos líders catòlics van fer pressió perquè es prohibís.
En plena campanya electoral presidencial, el president de la Unió de Superiors Majors de França va escriure, el 12 d’octubre de 1965, al Ministre de 'Informació, Alain Peyrefitte, per expressar la seva preocupació per "una pel·lícula blasfema que deshonra les monges". "Comparteixo completament els sentiments que us mouen", va respondre el ministre, que li va assegurar que utilitzarà tots els seus poders per evitar que la pel·lícula perjudiqui la imatge de les monges. Alain Peyrefitte també hauria rebut una instrucció oral del General de Gaulle, també contactat per religiosos i sense cap mena de dubte que no volia enfadar l'electorat catòlic, de bloquejar l'estrena de la pel·lícula.
Aleshores, el rodatge es va veure obstaculitzat per la negativa de les autoritats a autoritzar el rodatge a l'Abadia de Fontevraud. El 22 de març de 1966, la comissió de control va autoritzar la distribució de la pel·lícula a majors de 18 anys. Tanmateix, el 31 de març de 1966, el secretari d'Estat d'Informació, Yvon Bourges, després d'haver reunit la comissió (l'opinió de la qual només era consultiva) i el director de seguretat nacional, Maurice Grimaud (que exposa possibles pertorbacions a l'ordre públic), prohibeix completament la distribució i exportació de la pel·lícula.

### Batalla legal
La censura provoca un crit. Jean-Luc Godard desafia André Malraux, “ministre de cultura” en una carta oberta a Le Nouvel Observateur el 6 d’abril de 1966. Moltes personalitats públiques, incloses figures que diuen ser de l'Església, protesten. François Mauriac, la influència del qual és forta entre els catòlics, parla al diari Le Figaro d'aquesta polèmica i es refereix tant al govern com als que clamen a la censura i a l'entorn clerical, escrivint: 
| « | El cert és que tampoc estic d'acord que aquest món clerical vagi a la guerra contra una pel·lícula que no ha vist i sense saber què passa. | » |

Malraux no pot o no vol impedir que la pel·lícula sigui seleccionada al Festival de Canes. Georges de Beauregard i el seu advocat Georges Kiejman s'embarquen en una batalla legal. En 1967, el tribunal administratiu va anul·lar la decisió de prohibició per defectes formals. El nou ministre d'Informació, Georges Gorse, la va autoritzar per als majors de 18 anys i, finalment, la decisió d'anul·lar la censura va ser confirmada definitivament pel Consell d'Estat el 1975, molt després de l'estrena al cinema.

### Estrena
La pel·lícula es va estrenar el 26 de juliol de 1967 a cinc sales de París. Amb la seva publicitat i una aura escandalosa, va registrar 165.000 entrades en cinc setmanes. La novel·la de Diderot es va beneficiar d'aquest èxit i va ser reeditada diverses vegades. No hi ha incidents ni tumults importants. El públic descobreix una pel·lícula sòbria fidel a la novel·la de la qual és una adaptació, sens dubte no mereixedora de la publicitat sulfurosa que va envoltar la seva estrena i que Jacques Rivette explicarà que mai va buscar. El 2018, la pel·lícula es va estrenar als cinemes amb una còpia restaurada.